# テヴフィク・エセンチ
テヴフィク・エセンチ(トルコ語:Tevfik Esenç、1904年 - 1992年10月7日) は、トルコの男性。ウビフ語の最後の話者であった。

## 経歴
ウビフ語を話す祖父母のもと、トルコのハジュ・オズマン村でしばらく育ち、その村のムフタール（市長）を一期務めた後、イスタンブールの公務員になったという。そこで、フランスの言語学者ジョルジュ・デュメジルとジョルジュ・シャラシゼと一緒に、ウビフ語などを記録するために多くの活動を行なった。エセンチと出会い、ウビフに関する著作を残した者は他にも、ノルウェーのハンス・フォークト(Dictionnaire de la Langue Oubykh、1963年、Universitetsvorlaget)、1974年にハジュ・オスマン村を訪れ、イスタンブールでエセンチと録音を行ったイギリスのジョージ・ヒューイット、ウビフの集落やウビフの苗字について書いているアブハジア共和国のヴィアチェスラヴ・チリクバ、トルコのA・スムル・オズソイがいる。
記憶力が優れており、デュメジルや彼を訪ねてきた言語学者たちの目的を素早く理解し、ウビフ語だけではなく、ウビフ人の神話や文化、習慣などの主要な情報源となった。彼はウビフ語だけでなく、アディゲ共和国のハクチ方言も話したので、北西コーカサス系のこの2つの民族を比較することができた。そして、トルコ語も流暢に話すことができた。彼のウビフ語の個人言語は、デュメジルによって、標準的な「文学的」ウビフ語に最も近いものと考えられていた。
エセンチは1992年に88歳で亡くなった。彼が望んだ墓碑銘は次のようなものだった。
これはテブフィク・エセンチの墓である。彼はウビフと呼ばれる言語を話すことができた最後の人物である。—墓に刻まれた碑文
1994年、A・スムル・オズソイは、デュメジルとエセンチを記念して、ボアズィチ大学で「Conference on Northwest Caucasian Linguistics」という国際会議を開催した。